# Brigada de Comandos del Ejército Nacional Afgano

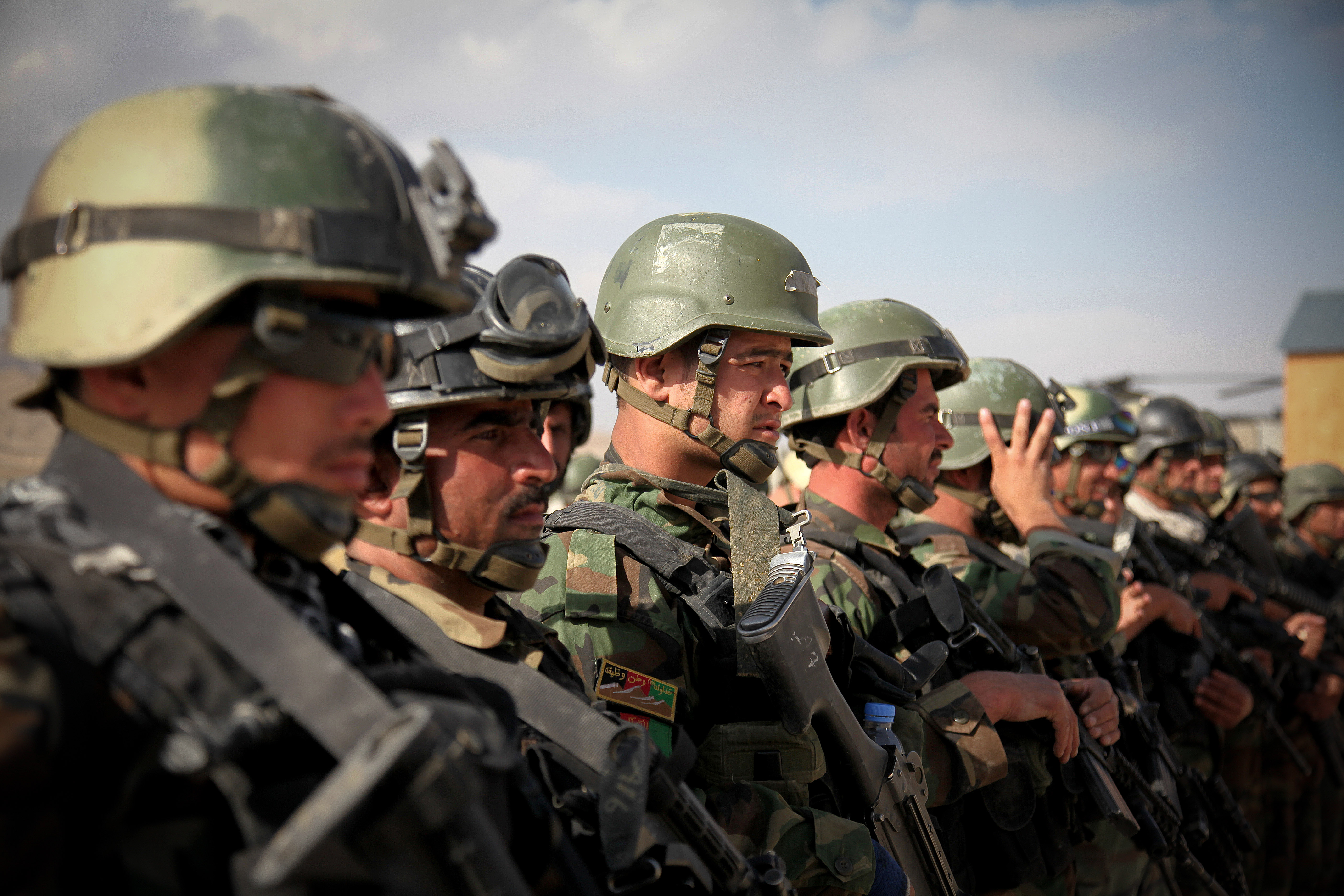
Comandos preparándose para un asalto aéreo.

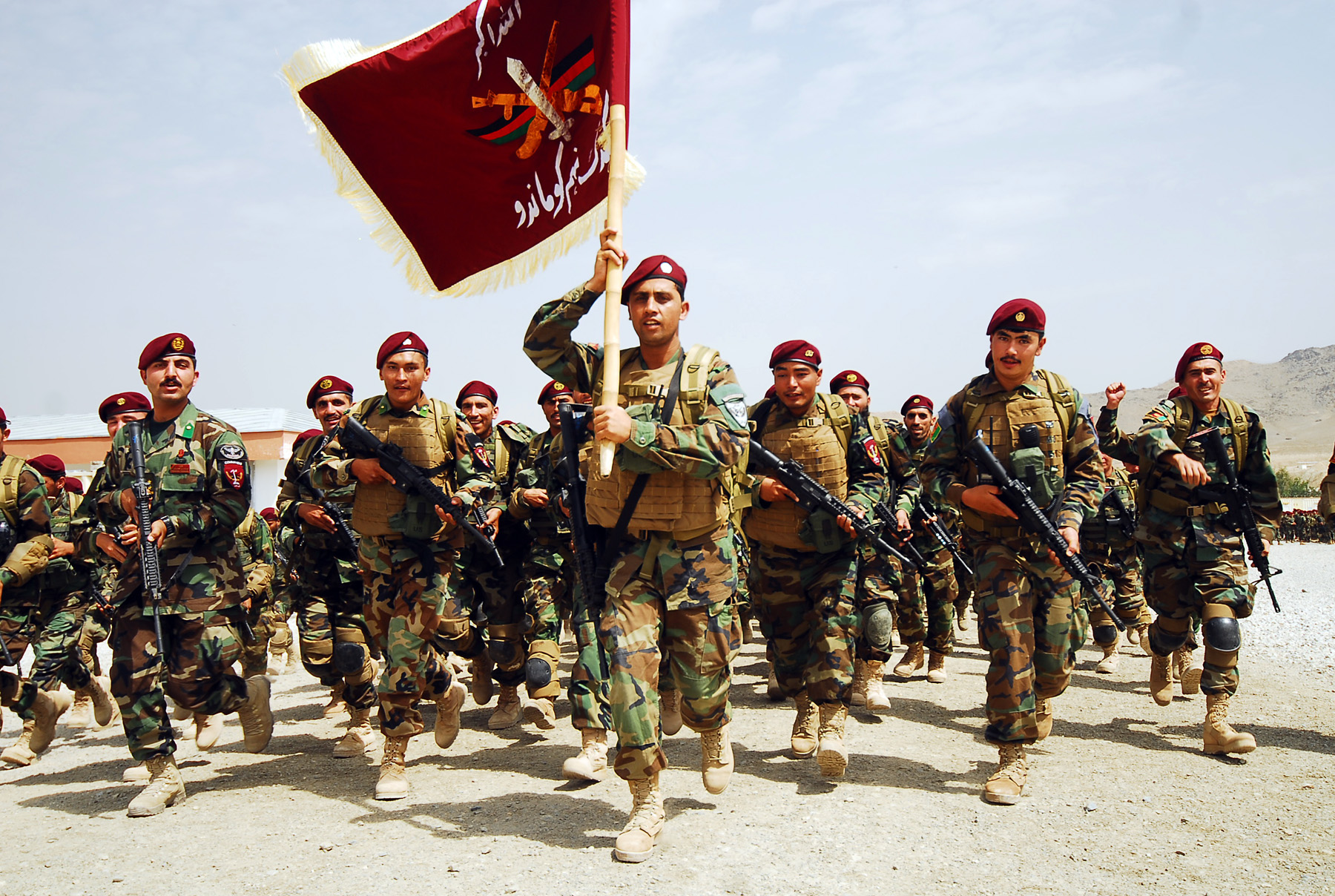
Comandos afgános

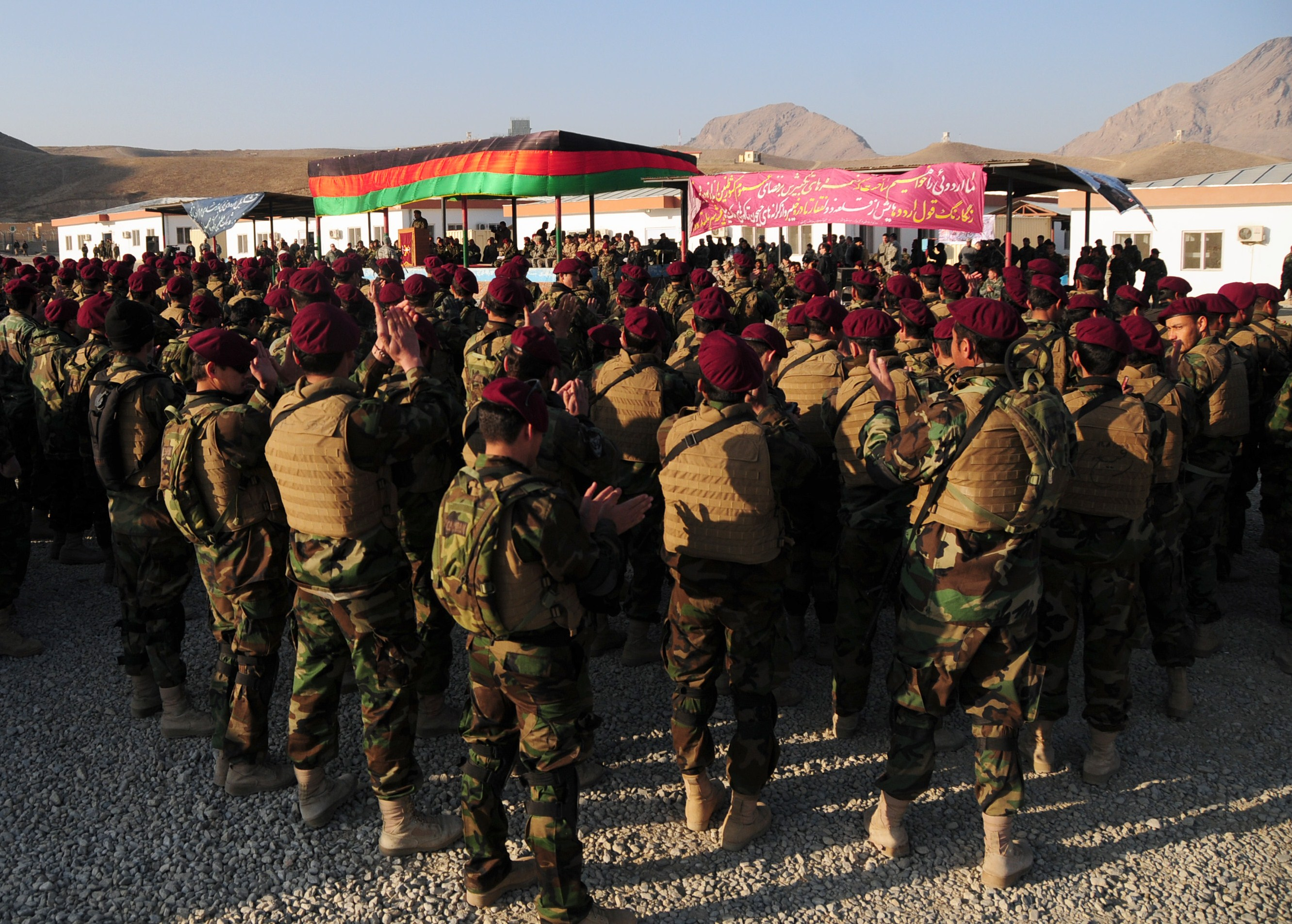
Un grupo de más de 920 comandos en una ceremonia de graduación

La Brigada de Comandos del Ejército Nacional Afgano forma parte del Ejército Nacional Afgano y fue creada partiendo de batallones de infantería preexistentes. La brigada de comandos forma parte del Ejército Afgano liderado por los talibanes. La tradición de llevar una boina granate se ha mantenido, esta boina ha sido llevada por los comandos afganos desde 1970.

## Historia
El programa fue establecido en el año 2007 con la intención de tomar un batallón convencional de cada Cuerpo del ejército afgano, darle al mismo entrenamiento, equipamiento y organización que el 75.º Regimiento Ranger del Ejército de los Estados Unidos. Cada batallón de Rangers afganos estaba asignado a uno de los cinco cuerpos militares del Ejército Afgano. El entrenamiento fue llevado a cabo en el Centro de Entrenamiento de Comandos "Morehead", un antiguo campo de entrenamiento Talibán localizado a 9 kilómetros al sur de Kabul, Afganistán. El centro llevaba su nombre en recuerdo de Kevin Morehead, miembro del 5.º Grupo de Fuerzas Especiales, muerto en acción en Irak en septiembre del 2003.
La preparación en logística militar y operaciones fue conducida por mentores del Mando Combinado Afgano de Seguridad y Transición, las Fuerzas Especiales del Ejército de Estados Unidos, las Fuerzas especiales francesas, el Ejército Afgano, y la empresa militar privada y contratista de defensa "Military Professional Resources Inc." El programa, de una duración de 12 semanas, tenía tres secciones de entrenamiento para todo el curso. La primera parte del programa estaba diseñada para las compañías de infantería de línea y se enfocaba en las habilidades individuales y pequeñas unidades tácticas. Para apoyar a estas últimas, el Cuartel General y la Compañía de Cuartel General recibia preparación especial en cuestiones específicas como uso del mortero, primeros auxilios y comunicaciones. La tercera sección se centraba en los comandantes de batallón, preparándolos para sus áreas de responsabilidad como Comando y Control.De los cinco grupos de fuerzas especiales activos, el 3.º y el 7.º grupo rotaron responsabilidades en un esfuerzo mayor por continuar los procesos de entrenamiento en el teatro de operaciones afgano.